# Венеційський червоний пенні

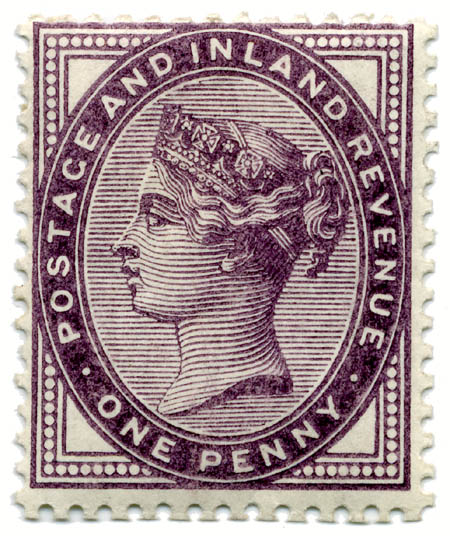
1881 року бузковий пенні (див. тут) замінив венеційський червоний пенні після того, як нове законодавство вимагало інше формулювання на марках

Венеційський червоний пенні (Penny Venetian Red) — британська поштова марка номіналом один пенні. Випущена у 1880 році, ввона була розроблена і надрукована на поверхні друкарнею De La Rue. Вона замінила марку червоний пенні, яка використовувалася у Великій Британії з 1841 року, і стала третьою маркою номіналом один пенні, яка увійшла в регулярне використання в країні.
Венеційський червоний був естетично схожий на червоний і чорний пенні, які з'явилися раніше, але натомість був пофарбований у венеційський червоний колір і мав квадратну рамку. Під час тиражу марки було надруковано близько 1,5 мільйона венеційських червоних відтінків; використовувані друкарські форми дозволяли друкувати по 240 марок кожна. Як і його попередники, венеційський червоний красувався окремими літерами в кожному зі своїх кутів, щоб визначити його положення на пластині.
Венеційський червоний мав короткий тираж, і в липні 1881 року його замінив Бузковий пенні. Його зміну пояснюється зміною в урядовій поштовій політиці: Закон про митні та внутрішні доходи 1881 року вимагав створення нового положення про прибуткові марки. Тому потрібен був новий напис, і на нових бузкових пенні були написи «POSTAGE AND INLAND REVENUE» і «ONE PENNY» замість «POSTAGE» і «ONE PENNY», як на попередниках. Було вирішено, що новий колір також буде бажаним для захисту від неналежного повторного використання; Було використано нестійке бузкове чорнило, яке розтікається та псує марку, якщо спробувати змити гашення. Бузок порушив традицію використання кутових літер і натомість мав чотирнадцять або шістнадцять крапок у кожному куті.